# لئونید وولکوف
لئونید وولکوف (روسی: Леонид Иванович Волков؛ ۹ دسامبر ۱۹۳۴ – ۱۷ مهٔ ۱۹۹۵) بازیکن هاکی روی یخ اهل اتحاد جماهیر شوروی سوسیالیستی بود.